# Hemba (langue)
Pour les articles homonymes, voir Hemba.
Le kihemba, aussi appelé hemba, luba-hemba ou kiluba-hemba, est une langue bantoue du groupe des langues luba parlée par les Hemba en République démocratique du Congo. Elle est proche du kiluba.

## Répartition géographique
Le kihemba est parlé dans le sud de la province du Maniema et dans le territoire de Kongolo dans la province du Tanganyika. Dans la province du Maniema, un dialecte kihemba est parlé par les Benye-Mikebwe dans le territoire de Kabambare. Dans la province du Tanganyika, le kihemba est parlé dans les chefferies de Munono, Nkuvu, Muhona, Yambula, Mambwe et Nyembo, et dans une moindre mesure dans les territoires de Manono et de Nyunzu.

### Dialectes
Il existe plus ou moins 7 dialectes kihemba selon l’Atlas linguistique d'Afrique centrale :
- kinamunóno ;
- kinankúvu ;
- kinalêngwe ;
- kinamámbwe ;
- kinanyémbo ;
- kinamuhóna ;
- kinayambúla.